# Abraham Wald
Abraham Wald (n. 31 octombrie 1902, Cluj, Austro-Ungaria – d. 13 decembrie 1950, Nilgiri Mountains⁠(d), Tamil Nadu, India) a fost un matematician evreu-american originar din Transilvania.
A obținut rezultate în teoria deciziilor, geometrie și econometrie, teoria jocurilor.
Este fondatorul analizei secvențiale în statistica matematică.

## Biografie

### Copilărie și tinerețe
S-a născut la Cluj (pe atunci Kolozsvár) în 1902 într-o familie evreiască religioasă.
Ca evreu religios, Wald nu putea merge la școală sâmbăta (fiind sărbătoarea de Șabat), așa că și-a continuat studiile ca elev privat, îndrumat de membrii familiei.
Examenele le-a susținut la liceul piariștilor, unde și-a luat și bacalaureatul în 1921.
A frecventat cursurile Facultății de Matematică de la Universitatea Regele Ferdinand I din Cluj, unde a obținut o diplomă de licență în matematică în 1928.
Din 1927 a urmat și cursurile Universității din Viena, unde și-a luat doctoratul în matematică în 1931 sub îndrumarea matematicianului Karl Menger.

### Activitatea de cercetare și academică
În ciuda capacității sale, ca evreu a avut dificultăți  de a obține în Austria un post universitar. Profesorul Oscar Morgenstern a izbutit să creeze pentru el un post în domeniul economiei.
În 1938 din cauza unirii Austriei cu Germania nazistă, perspectivele sale și ale familiei în țară au devenit foarte riscante, la invitația Comisiei Cowles pentru cercetări în economie a Universității Yale a emigrat (prin România) în Statele Unite ale Americii, unde a lucrat la Universitatea Columbia. În aceeasi perioada au emigrat din aceleasi motive și Karl Menger și Oskar Morgenstern.
În timpul celui de-al Doilea Război Mondial Wald a fost membru in Grupul de Cercetare Statistică SRG de la Universitatea Columbia, unde Wald a folosit aptitudinile sale în statistică în abordarea mai multor probleme de război.
Ele au inclus metode de analiză secventială și examinarea de eșantioane.
Una din chestiunile pe care le-a cercetat grupul SRG era examinarea distribuției daunelor provocate unui avion la intoarcerea sa din misiuni de zbor, pentru a furniza sfaturi în scopul micșorării pierderilor provocate de focul inamic.   
Activitatea sa este considerată fundamentală în disciplina cercetării operaționale, care era pe atunci în curs de dezvoltare.
Wald și soția au decedat în decembrie 1950 într-un accident de avion.
Avionul DC-3 al companiei Air India în care se aflau s-a prăbușit lângă piscul Rangaswamy în nordul Munților Nilgiri Mountains, în sudul Indiei, în timp ce se aflau în drum în scopul unui tur de conferințe la invitația guvernului indian. Wald a vizitat Institutul Indian de Statistică din Calcuta și urma să participe la Congresul oamenilor de știință indieni la Bangalore în ianuarie 1951. Cei doi copii ai săi se întorseseră deja în Statele Unite.
În teza sub îndrumarea lui Karl Menger, Abraham Wald a expus o descriere axiomatică a restricțiilor la curbura suprafețelor. Rezultatele acestei cercetări au fost redescoperite și dezvoltate în mod semnificativ și ceva mai târziu decăt cele ale lui A.D.Alexandrov, ele servind drept punct de plecare pentru așa numita geometrie Alexandrov.
Wald a întemeiat analiza statistică sectorială.
Între contribu'iile sale se pot menționa:
- Teorema lui Wald
- Distribuția Wald
- Testul Wald
- Identitatea Wald
- Criteriul Wald-Wolfowitz

După moartea sa, Wald a fost criticat de Sir Ronald Fisher. Fisher l-a atacat pe Wald pentru că era, în opinia sa, un matematician fără experiență științifică, care scrisese o carte incompetentă despre statistică. Fisher a criticat în special munca lui Wald privind proiectarea experimentelor și ceea ce el a considerat o ignorare a ideilor de bază ale subiectului, așa cum au fost expuse în trecut de Fisher și Frank Yates.[10] Opera lui Wald a fost apărată de Jerzy Neyman în anul următor. Neyman a dat explicații în legătura cu munca lui Wald, în special în ceea ce privește proiectarea experimentelor.[11] Lucien Le Cam l-a creditat pe Wald în propria sa carte, Asymptotic Methods in Statistical Decision Theory,notând: „Ideile și tehnicile folosite reflectă în primul rând influența scrierilor lui Abraham Wald ”.

## Viața privată
Wald a fost nepotul rabinului Moshe Shmuel Glasner.
Părinții și frații săi, cu excepția fratelui său Martin au pierit în Holocaust.
Cu soția sa Lucille Lang, a avut doi copii, o fiică, Betty și un fiu,
Robert Wald, fiind un cunoscut fizician american.

Porțiunile deteriorate ale avioanelor care se întorc arată locații în care pot suferi daune și totuși se pot întoarce acasă; daune în alte locuri probabil că nu permit supraviețuirea (Imaginea arată date ipotetice.)

## Selecție de articole și cărți
Pentru o listă completă a se vedea:  
„The Publications of Abraham Wald”. Annals of Mathematical Statistics. 23 (1): 29–33. 1952. doi:10.1214/aoms/1177729483.
- Wald, Abraham (1939). „A New Formula for the Index of Cost of Living”. Econometrica. 7 (4): 319–331. doi:10.2307/1906982. JSTOR 1906982.
- Wald, Abraham (1939). „Contributions to the Theory of Statistical Estimation and Testing Hypotheses”. Annals of Mathematical Statistics. 10 (4): 299–326. doi:10.1214/aoms/1177732144.
- Wald, Abraham (1940). „The Fitting of Straight Lines if Both Variables Are Subject to Error”. Annals of Mathematical Statistics. 11 (3): 284–300. doi:10.1214/aoms/1177731868.
- Wald, Abraham (1945). „Sequential Tests of Statistical Hypotheses”. The Annals of Mathematical Statistics. 16 (2): 117–186. doi:10.1214/aoms/1177731118.
- Wald, Abraham (1947). Sequential Analysis. New York: John Wiley and Sons. ISBN 0-471-91806-7. See Dover reprint: ISBN 0-486-43912-7
- Wald, Abraham (1950). Statistical Decision Functions. John Wiley and Sons, New York; Chapman and Hall, London. p. ix+179.[6]

## Memoria
În 2004 a fost înființat Premiul Abraham Wald pentru cel mai bun articol publicat în revista  Sequential Analysis. Premiul se acordă anual.